# Tortella pilcomayica
Tortella pilcomayica är en bladmossart som beskrevs av Theodor Carl Karl Julius Herzog 1916. Tortella pilcomayica ingår i släktet kalkmossor, och familjen Pottiaceae. Inga underarter finns listade i Catalogue of Life.